# Diálogo inter-religioso
Diálogo inter-religioso é a ideia de que as diferentes religiões do mundo devem evitar a busca pela supremacia mundial e, ao invés disso, devem dialogar e se respeitar mutuamente, procurando evitar conflitos com motivação religiosa.
Algumas instâncias isoladas e notáveis, como a do Império Mogol, abriram caminho para o estabelecimento de fóruns permanentes de diálogo religioso, como o Parlamento Mundial de Religiões, fundado em 1893. Na década de 1960, a Igreja Católica iniciou uma política de diálogo inter-religioso, através de iniciativas como o Concílio Vaticano.

## Princípios para o diálogo inter-religioso
Entre 6 a 9 de setembro de 2003, um Encontro Internacional de Teólogos Pluralistas e Estudiosos da Religião reuniu 35 especialistas em religião provindos da Ásia, Europa e Estados Unidos. Neste encontro, os participantes estabeleceram os princípios para o diálogo inter-religioso, divulgados em uma Nota de Imprensa, no dia 10 de setembro de 2003:
1. O diálogo e o compromisso inter-religioso devem ser a forma pela qual as religiões se relacionam entre si. Uma necessidade primordial para as religiões é a de curar os antagonismos entre elas.
2. O diálogo deve envolver os urgentes problemas do mundo hoje, incluindo a guerra, a violência, a pobreza, a devastação ambiental, a injustiça de gênero e a violação dos direitos humanos.
3. Reivindicações de verdade absoluta podem ser facilmente exploradas para incitar o ódio e a violência religiosos.
4. As religiões do mundo afirmam uma realidade/verdade última que é conceitualizada de formas diferentes.
5. Embora a realidade/verdade última esteja além do alcance da completa compreensão humana, ela encontrou uma expressão em diversas formas nas religiões do mundo.
6. As grandes religiões do mundo, com seus diversos ensinamentos e práticas, constituem caminhos autênticos ao bem supremo.
7. As religiões do mundo compartilham muitos valores essenciais, como o amor, a compaixão, a igualdade, a honestidade e o ideal de tratar os outros como queremos ser tratados.
8. Todas as pessoas têm liberdade de consciência e o direito de escolher sua própria fé.

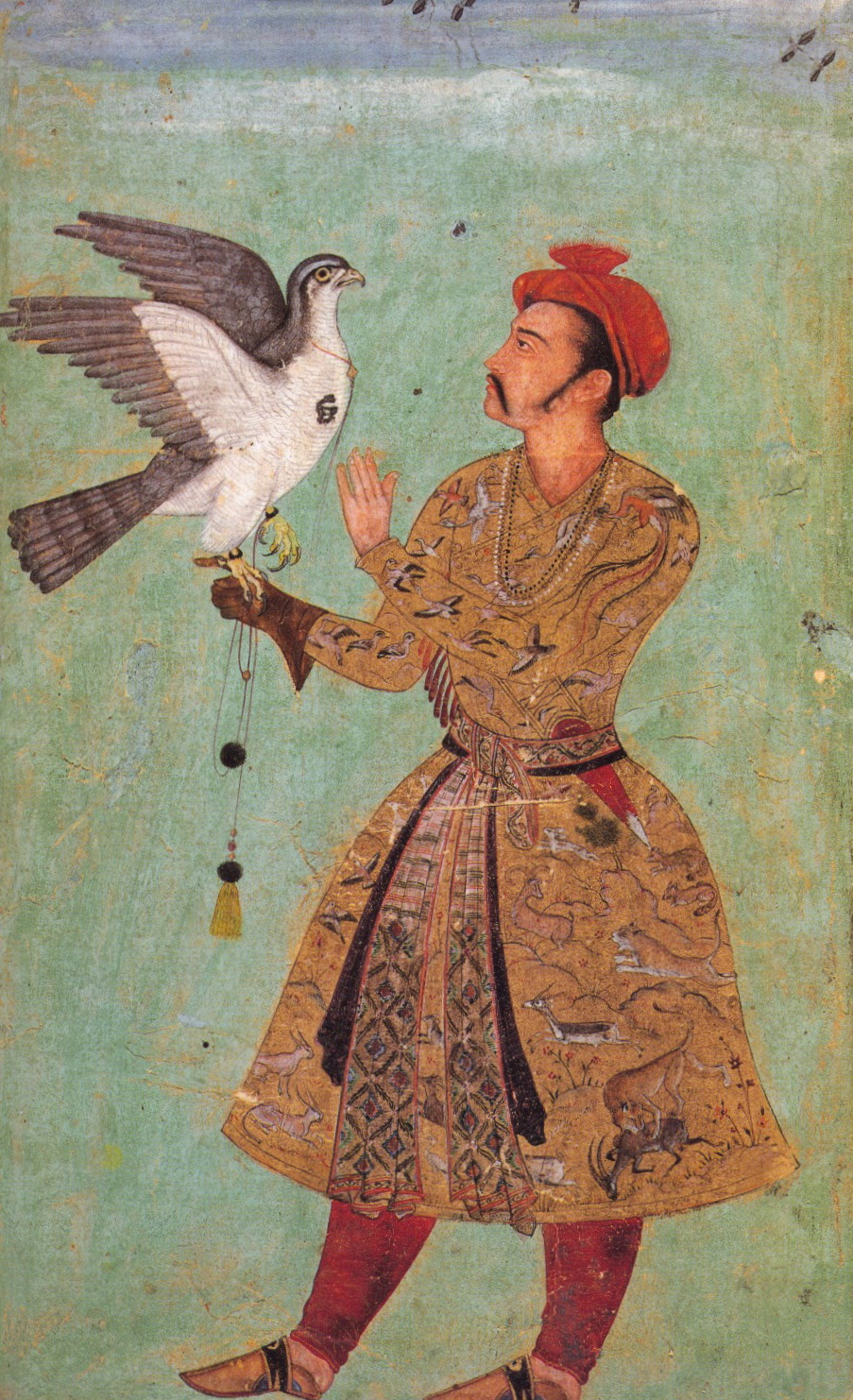
O imperador mogol Aquebar (1542-1605) foi um pioneiro no diálogo inter-religioso